# What Will the Neighbours Say?
What Will the Neighbours Say? es el segundo álbum de estudio  del grupo pop británico, Girls Aloud. Fue lanzado el 29 de noviembre en Reino Unido por Polydor Records. El disco fue producido por Brian Higgins y su equipo de producción Xenomania, los cuales se adueñaron de What Will the Neighbours Say? y aprovecharon para hacer diversas experimentaciones en el género Pop.
El Álbum obtuvo más que todo comentarios positivos por parte de la crítica contemporánea, además se lanzaron cinco sencillos en el top 10 de las listas británicas y obtuvo doble disco de platino por parte de  Reino Unido e Irlanda. El disco fue seguido por la primera Gira de Girls Aloud llamada  What Will the Neighbours Say? Live. Según The Official UK Charts Company, hasta que la agrupación se disolvió en marzo de 2013, Sound of the Underground vendió 599 000 copias en el Reino Unido.

## Antecedentes y concepción
Tras el éxito de Sound Of The Underground en Reino Unido e Irlanda el sello discográfico de Girls Aloud, Polydor Records llamó a Brian Higgins y Xenomania, para que se ocupara en su totalidad de producir el segundo disco. ya que Xenomania había producido los primeros 4 sencillos de la banda, en una entrevista Higgins afirmó que el equipo de Girls Aloud le dijo "Mira, nosotras no seguiremos este grupo, si tu no lo haces". "Mi reacción fue hacer unas canciones pero Polydor aseguro que era el único que entendía que hacer".
Higgins agregó: "La presión para hacer música fue inmensa pero [...] pero fuimos capaces de divertirnos con ideas que quizás eran un poco extrañas para la radio" El álbum fue grabado entre abril y septiembre del 2004, en el proceso fue lanzado el primer sencillo llamado The Show en junio del mismo año. El nombre del álbum salió de una línea de la canción Love Machine  , "what will the neighbours say this time?" dicha línea hacia referencia a una línea de la canción Sound of the Underground  "neighbours banging on the bathroom wall."

## Listado de canciones
| Standard Edition: Polydor / 9868948 (UK) |                                                                 |                                                                     |          |  |
| N.º                                      | Título                                                          | Escritor(es)                                                        | Duración |  |
| 1.                                       | «The Show»                                                      | Miranda Cooper, Brian Higgins, Tim Powell, Lisa Cowling, Jon Shave  | 3:36     |  |
| 2.                                       | «Love Machine»                                                  | Cooper, Higgins, Powell, Cowling, Nick Coler, Myra Boyle, Shawn Lee | 3:25     |  |
| 3.                                       | «I'll Stand By You»                                             | Chrissie Hynde, Tom Kelly, Billy Steinberg                          | 3:43     |  |
| 4.                                       | «Jump»                                                          | Steve Mitchell, Marti Sharron, Gary Skardina                        | 3:39     |  |
| 5.                                       | «Wake Me Up»                                                    | Cooper, Higgins, Powell, Cowling, Lee, Paul Woods, Yusra Maru'e     | 3:27     |  |
| 6.                                       | «Deadlines & Diets»                                             | Cooper, Higgins, Matt Gray                                          | 3:57     |  |
| 7.                                       | «Big Brother»                                                   | Girls Aloud, Cooper, Higgins, Cowling, Tim "Rolf" Larcombe          | 3:58     |  |
| 8.                                       | «Hear Me Out»                                                   | Girls Aloud, Cooper, Higgins, Powell, Cowling                       | 3:42     |  |
| 9.                                       | «Graffiti My Soul»                                              | Cooper, Higgins, Powell, Cowling, Peplab                            | 3:14     |  |
| 10.                                      | «Real Life»                                                     | Cooper, Higgins, Cowling, Larcombe                                  | 3:41     |  |
| 11.                                      | «Here We Go»                                                    | Cooper, Higgins, Gray                                               | 3:45     |  |
| 12.                                      | «Thank Me Daddy»                                                | Girls Aloud, Cooper, Higgins, Powell, Cowling, Woods, Larcombe      | 3:22     |  |
| 13.                                      | «I Say a Prayer for You» (UK bonus track (Nicola Roberts Solo)) | Girls Aloud, Cooper, Higgins, Powell, Cowling                       | 3:33     |  |
| 14.                                      | «100 Different Ways» (UK bonus track (Nadine Coyle Solo))       | Girls Aloud, Cooper, Higgins, Coler, Cowling                        | 3:41     |  |